# Червената стена (биосферен парк)
 Тази статия е за биосферния парк.  За биосферния резерват вижте Червената стена.  
„Червената стена“ е биосферен парк по програмата „Човек и биосфера“ на ЮНЕСКО в Западните Родопи. Обхваща цялата територия на община Асеновград.

## Статут
Биосферен резерват „Червената стена“ е обявен през 1962 г., а през 1977 г. е включен в списъка на биосферните резервати по програмата на ЮНЕСКО „Човекът и биосферата“. След настъпилите промени в концепцията за биосферните резервати/паркове, през 2016 г. е изготвен нов номинационен формуляр и внесен в Секретариата на Програмата. В резултат на това през 2017 г. Червената стена е одобрен от ЮНЕСКО като един от първите български съвременни пост-Севилски биосферни паркове.
Заедно с обявяването на разширения Биосферен парк „Червената стена“, Междуправителственият координационен съвет по Програмата „Човекът и биосферата“ обявява още три нови български разширени биосферни парка от нов тип: Биосферен парк Централен Балкан, Биосферен парк Сребърна и Биосферен парк Узунбуджак. Включването на четирите биосферни парка в световната мрежа на ЮНЕСКО е международно признание, че тези обекти се управляват по целесъобразен и устойчив начин, съгласно националното законодателство и в съответствие с общоприетите принципи за добро управление.

## Зониране
Биосферен парк „Червената стена“ се състои от сърцевинна, буферна и преходна (зона за развитие) зони и напълно отговаря на изискванията на Севилската стратегия.
- Сърцевинната зона представлява съществуващия резерват Червената стена, обявен през 1962 г.
- Буферната зона обхваща защитена зона BG 0002073 Добростан – част от европейската екологична мрежа „НАТУРА 2000“.
- Преходната зона заема цялата останала територия на община Асеновград, обграждаща буферната зона.

На територията на биосферния парк се прилагат разпоредбите на действащото национално законодателство, свързано с устройство на територията и опазване на околната среда и не се налагат допълнително ограничения, различни от вече съществуващите.

## Функции
- Консервационна – принос към консервацията на ландшафти, екосистеми, видове и генетично разнообразие.

Паркът Червената стена се характеризира с уникални природни дадености (релеф, надморска височина, състав на основните скали, почвени и климатични условия), които определят богатството на природата със значително висок процент защитени, ендемични и реликтни видове. Заради голямото биоразнообразие сърцевинната зона на биосферния парк е с високо природозащитно значение на национално, европейско и световно ниво.
- Развиваща – насърчаване на човешко и икономическо развитие, което е социално, културно и екологично устойчиво.

Традиционните дейности в околните села включват селско стопанство – отглеждане на картофи, лозя, овощни градини, тютюн, биоземеделие и др., дребно животновъдство, риболов, пчеларство, дървообработване и дърворезба и пр.
В преходната зона на биосферния парк – Бачково, има биоферми за производство на плодове и зеленчуци. Организират се еко-ваканции, които включват посещение на фермите, други интереси места в биосферния парк, Бачковския манастир и др. В допълнение, на територията на парка се развиват културен и религиозен туризъм. Тук се намира един от най-известните български манастири – Бачковският. В преходната зона е силно развит и екотуризмът като в сърцевинната зона са разработени и маркирани 7 официални маршрута. Целият район на биосферния парк Червената стена има голям потенциал за насърчаване на местното икономическо развитие.
- Логистична подкрепа – подкрепа за демонстрационни проекти, образование за околна среда и обучения, проучвания и мониторинг, свързани с местни, регионални, национални и глобални въпроси на опазването на околната среда и устойчивото развитие.

Биоразнообразието на биосферния парк предоставя възможности за извършване на проучвания на консервационно значимите видове, развитие на редица образователни и научно изследователски програми като мониторинг на приоритетни видове и местообитания, организиране на ученически, студентски и любителски експедиции с образователна цел, включване на любители в мониторинговите програми.

## Биоразнообразие

### Екосистеми
В биосферния парк Червената стена се срещат три основни типа екосистеми – горски, тревисти и площи с разпокъсана растителност или без растителност.

### Местообитания, флора и фауна
На територията на парка са установени 645 вида висши растения. От тях 96 са ендемити, а 38 са включени в Червената книга на България. В най-ниските части растат нискостеблени гори и храсталаци от космат дъб, келяв габър, мъждрян, полски клен, а постепенно с увеличаването на надморската височина започват да се срещат смесени широколистни гори от зимен дъб, обикновен бук, трепетлика, воден габър и др. Високите места са заети с бял бор, мъждрян, воден габър, явор, шестил, трепетлика, бреза, дива череша. Най-голямото богатство на резервата е разнообразната тревна растителност, включваща много редки видове като родопско лале, персийска морина, пълзяща гудиера, родопски силивряк, маслиново вълче лико, кръглолистна каменоломка, обикновен тис и др.
Животинският свят е много богат и разнообразен. Безгръбначните животни са 528 вида. Броят на срещащите се видове земноводни и влечуги е общо 21 вида, от които 7 са земноводни и 14 са влечуги. Птиците са 79 вида, а бозайниците – 44 вида.

## Културно-историческо наследство и забележителности
Районът, обхващащ териториите на резерват Червената стена, се отличава с редица архитектурни, природни, църковни обекти, които без съмнение са сред особено значимите културно-исторически паметници в България.
Сред важните културни и образователни центрове в района са: Историческият и Палеонтологическият музей, училището „Св. Георги“, Асеновата крепост, скалният феномен Белинташ, Бачковският манастир „Света Богородица“, който е основан през 1083 г. и е вторият по големина манастир в България, и редица други манастири и забележителности.